# Orthocladius suspensus
Orthocladius suspensus är en tvåvingeart som först beskrevs av Tokunaga 1939.  Orthocladius suspensus ingår i släktet Orthocladius och familjen fjädermyggor. Inga underarter finns listade i Catalogue of Life.